# Forks
Forks az Amerikai Egyesült Államok északnyugati részén, Washington állam Clallam megyéjében elhelyezkedő város. A 2010. évi népszámlálási adatok alapján 3532 lakosa van.
Az 1931 óta megjelenő Forks Forum az „USA összefüggő területeinek legnyugatibb újságja”. A KBDB-FM rádióadó a Forks Broadcasting tulajdonában van.
A helyi iskolák fenntartója a Quillayute Valley Tankerület. A Forksi repülőtér a várostól délnyugatra fekszik.

## Története
A térségben egykor a quileute indiánok éltek, akiket 1899-ben a Quileute rezervátumba költöztettek. Az őslakosok falvát Daniel Pullen telepes felégette. Az indiánok „préri folyásirányban” kifejezését „Forks Prairie”-re fordították, amely az új település neve lett.
Az első telepesek a Juan de Fuca-szoroson át, vízen érkeztek, mivel a területet nem lehetett szárazföldön megközelíteni. Az 1860-as években el szerették volna érni, hogy a territóriumi törvényhozás Quillehuyte néven új megyét alapítson.
Luther és Esther Ford 1878 januárjában telepedett le Forkstól másfél kilométerre keletre, ahol csapdázók éltek. Fordék 1879-től csordát neveltek. A postahivatal 1884-ben nyílt meg; mivel a „Ford’s Prairie” név már használatban volt, ezért a település a „Forks Prairie” nevet vette fel, amely a három folyóág közelségére utal.
A kereskedelem kezdetben nehézkes volt, mivel a legközelebbi piac 90 kilométerre, Port Townsendben volt. A rendelkezésre álló csónak túl kicsi volt az teherfuvarozáshoz, így a komló általában elrohadt a szállításra várva. Az első utak az 1880-as és 1890-es években épültek ki, a szállításban pedig nagyobb vízi járművek (például kompok) is segítettek. A Crescent-tóhoz vezető egysávos utat 1927-ben, a U.S. Route 101 Forkson áthaladó szakaszát pedig 1931-ben adták át. Az 1890-es évek elején az üzleteket és egy szállót is magában foglaló morai kereskedőhely Forksba költözött. Az 1900-as évek elején a komlótermesztés helyét a tejipar vette át.
A Merrill & Ring 1916-ban kezdett kitermelésbe a Pysht folyó mentén. Grover Cleveland, az USA elnöke korlátozta a kivágható fák számát; az így fennmaradt területen nemzeti parkot alapítottak. Az első világháború anyagszükségleteinek biztosítására tehervasúti vonal épült Port Angeles és a Pleasant folyó között, azonban a világháború a vonal elkészülte előtt véget ért, így azt nem helyezték üzembe.
Az 1920-as években a település mindössze néhány épületből és tanyából állt. A Forks Forum újságot 1930-ban, az első helyi lap megalapítása után 40 évvel adták ki először. Az 1920-as és 1930-as években a népesség növekedésnek, a helység pedig fejlődésnek indult. Egy 120 km/h-s széllel érkező vihar a nyugati határon fekvő erdő közel ötödét megsemmisítette; az eseményt a helyiek a „fejük fölött üvöltő hurrikánként” jellemezték. A főutcán 1925-ben és 1951-ben is jelentősebb tűz ütött ki.
Forks 1945. augusztus 7-én kapott városi rangot.

## Éghajlat
A város éghajlata óceáni (a Köppen-skála szerint Cfb). Mind az éves csapadékmennyiség, mind a csapadékos napok száma jelentős.
| Hónap                                                                               | Jan.  | Feb.  | Már.  | Ápr. | Máj. | Jún. | Júl. | Aug. | Szep. | Okt. | Nov.  | Dec.  | Év    |
| ----------------------------------------------------------------------------------- | ----- | ----- | ----- | ---- | ---- | ---- | ---- | ---- | ----- | ---- | ----- | ----- | ----- |
| Rekord max. hőmérséklet (°C)                                                        | 19,0  | 24,0  | 26,0  | 29,0 | 36,0 | 37,0 | 38,0 | 39,0 | 38,0  | 31,0 | 23,0  | 18,0  | 39,0  |
| Átlagos max. hőmérséklet (°C)                                                       | 7,7   | 9,7   | 11,6  | 14,5 | 17,4 | 19,6 | 22,4 | 23,0 | 20,9  | 15,1 | 9,6   | 6,8   | 14,9  |
| Átlagos min. hőmérséklet (°C)                                                       | 1,8   | 1,4   | 2,3   | 3,5  | 6,1  | 8,6  | 10,2 | 10,4 | 8,6   | 5,9  | 3,3   | 1,1   | 5,3   |
| Rekord min. hőmérséklet (°C)                                                        | −16,0 | −13,0 | −11,0 | −6,0 | −4,0 | −1,0 | 1,0  | 1,0  | −4,0  | −6,0 | −13,0 | −16,0 | −16,0 |
| Átl. csapadékmennyiség (mm)                                                         | 464   | 323   | 344   | 234  | 147  | 99   | 63   | 66   | 102   | 300  | 473   | 426   | 3041  |
| Forrás: Nemzeti Óceán- és Légkörkutatási Hivatal és Western Regional Climate Center |       |       |       |      |      |      |      |      |       |      |       |       |       |

## Lakosság
A 2010-es népszámláláskor a városnak 3532 lakója, 1264 háztartása és 849 családja volt. A népsűrűség 332 fő/km2. A lakóegységek száma 1374, sűrűségük 129,1 db/km2. A lakosok 67,7%-a fehér, 0,5%-a afroamerikai, 6,6%-a indián, 1,2%-a ázsiai, 0,1%-a a Csendes-óceáni szigetekről származik, 18,1%-a egyéb, 5,9%-a pedig kettő vagy több etnikumú. A spanyol vagy latino származásúak aránya 25,9% (   )
A háztartások 40,9%-ában élt 18 évnél fiatalabb. 46% házas, 13,5% egyedülálló nő, 7,7% egyedülálló férfi, 32,8% pedig nem család. 25,3% egyedül élt; 8,2%-uk 65 éves vagy idősebb. Egy háztartásban átlagosan 2,72 személy élt; a családok átlagmérete 3,16 fő.
A medián életkor 31,3 év volt. A város lakóinak 29,2%-a 18 évesnél fiatalabb, 10,3% 18 és 24 év közötti, 27,6%-uk 25 és 44 év közötti, 23,2%-uk 45 és 64 év közötti, 9,7%-uk pedig 65 éves vagy idősebb. A lakosok 51,5%-a férfi, 48,5%-a pedig nő.

## Alkonyat
Nagyrészt Forksban játszódik Stephenie Meyer nagy sikerű könyve, az Alkonyat (Twilight). Az írónő a regény írása előtt egyszer sem járt a városban, csak csapadékos éghajlata miatt választotta azt regényének helyszínéül. A kereskedelmi kamara az Alkonyat-turizmus népszerűsítésére külön weboldalt tart fenn.

## Nevezetes személy
- Leann Hunley, Emmy-díjas színésznő, aki Anna DiMerát játszotta az NBC Days of our Lives szappanoperájában[19]

## Fordítás
- Ez a szócikk részben vagy egészben  a   Forks, Washington című angol Wikipédia-szócikk ezen változatának fordításán alapul.  Az eredeti cikk szerkesztőit annak laptörténete sorolja fel. Ez a jelzés csupán a megfogalmazás eredetét és a szerzői jogokat jelzi, nem szolgál a cikkben szereplő információk forrásmegjelöléseként.